# They (singel)
They – piosenka trip hop wydana jako pierwszy singel promujący pierwszy studyjny album Jem Finally Woken. Piosenka została użyta w serialu telewizyjnym Crossing Jordan oraz Grey's Anatomy oraz w dwóch innych produkcjach- The X Effect i The OC

## Lista utworów

### They Pt. 1
1. They
2. Maybe I'm Amazed (Paul McCartney)

### They Pt. 2/Australian CD
1. Original Version
2. Cut Chemist Remix
3. Mdk & Ayesha Mix (Eye in the Sky Mix)
4. Video

### They remixes
1. "They" (Cut Chemist Remix)
2. "They" (Cut Chemist Instrumental Remix)
3. "They" (Eye in the Sky Mix)
4. "They" (Tech Breaks Mix) by Kid Freeze
5. "They" (Photek Mix)
6. "They" (Album version)

## Pozycje na listach
| Lista przebojów (2005)           | Najwyższa pozycja |
| -------------------------------- | ----------------- |
| Austria Singles Chart            | 15                |
| Australia Top 50                 | 28                |
| Belgia(Walonia) Singles Chart    | 7                 |
| Belgia(Flamandia) Singels Charts | 11                |
| Grecja Singles Charts            | 8                 |
| Holandia Top 40                  | 27                |
| IrlandiaSingles Top 50           | 8                 |
| Niemcy Singles Top 100           | 45                |
| Szwecja Singles Top 60           | 47                |
| Wielka Brytania Singles Top 75   | 6                 |
| Włochy Singles Top 50            | 31                |
| POPlista RMF FM                  | 1                 |

### Teledysk
Powstały 2 wersje videoclipu:
- USA version – nakręcony w czerwcu 2004 roku, który przedstawiał Jem spacerującą samotnie po parku.
- Europa version – nakręcony w lutym 2005 roku, który przedstawia Jem w statku kosmicznym.